# Alexander Ekman
Karl Wilhelm Alexander Ekman, född 12 januari 1984 i Kista församling i Stockholm, är en svensk dansare och koreograf.

## Biografi
Ekman är son till Kenny Ekman, gitarrist i 60-talsbandet The Yardleys, och hans sambo Christina Eriksson. Han har två äldre systrar, Anna Ekman och journalisten Samanda Ekman.
Efter utbildning vid Operans balettelevskola 1994–2001 fick han engagemang som dansare på Stockholmsoperan i ett år och därefter vid Nederlands Dans Theater II i tre år. Han kom till Cullbergbaletten 2005. Under sin karriär som dansare arbetade han med koreografer som bland andra Jiri Kylian, Hans van Manen, Nacho Duato, Johan Inger och Mats Ek.
Han debuterade som koreograf 2006 med Okänd art? för Cullbergbaletten. Därefter har han arbetat bland annat i Nederländerna, Frankrike, Schweiz, Spanien, Island, Norge och USA. Han har skapat omkring 45 verk i olika länder, ofta med egen scenografi. 2009 samarbetade han med Mats Ek i Roland Schimmelpfennigs Hållplats på Stockholms stadsteater. Han var huskoreograf för Nederlands Dans Theater II 2011–2013.
Alexander Ekman var värd för radioprogrammet Sommar i P1 2015.
År 2015 fick han Medeapriset som Årets förnyare med motiveringen "Med respekt för en traditionstyngd konstform som kräver disciplin, kontinuitet och yrkesskicklighet, tillför han vinklar och aspekter som förhöjer utan att skymma. Han skapar närvaro och hjälper dansen att ta nya, oväntade vägar. Han blandar och ger med stor lekfullhet och han visar att han menar allvar. Alexander Ekman är en förnyare av klassisk balett och det märks att han kan spelreglerna.".

## Utmärkelser och priser
- 2021 - Medaljen Litteris et Artibus i guld av 8:e storleken för framstående konstnärliga insatser som koreograf[9]
- 2015 – Birgit Cullberg-stipendiet[10]
- 2015 – Medeapriset[11]
- 2019 – Gannevikstipendiet[12]
- 2019 - Svenska Dagbladets operapris[13]
- 2020 - Micael Bindefelds stipendium till minnet av Förintelsen[14]

## Dans

### Koreografi (ej komplett)
| År   | Produktion                                  | Teater                     | Noter                                      |
| ---- | ------------------------------------------- | -------------------------- | ------------------------------------------ |
| 2006 | Okänd art?                                  | Cullbergbaletten           |                                            |
| 2006 | The Swingle Sisters                         | Cullbergbaletten           |                                            |
| 2006 | Flock Work                                  | Nederlands Dans Theater II |                                            |
| 2008 | Glass Boxes                                 | Cullbergbaletten           | Skapad till Moderna Museets 50-årsjubileum |
| 2010 | La La Land                                  | Göteborgsoperan            | Tillsammans med Medhi Walerski             |
| 2010 | Ekman's Triptych – A Study of Entertainment | Cullbergbaletten           |                                            |
| 2010 | Cacti                                       | Nederlands Dans Theater II |                                            |
| 2012 | Tuplet                                      | Cedar Lake Dance Company   |                                            |
| 2012 | Tyll                                        | Kungliga Operan            |                                            |
| 2014 | Left right left right                       | Nederlands Dans Theater II |                                            |
| 2014 | A Swan Lake                                 | Den Norske Opera           |                                            |
| 2015 | Midsommarnattsdröm                          | Kungliga Operan            |                                            |
| 2016 | COW                                         | Semperoper                 | Vinnare av teaterpriset Der Faust          |
| 2017 | Joy                                         | Joffrey Ballet             |                                            |
| 2017 | Play                                        | L'Opéra Garnier            |                                            |
| 2018 | Fit                                         | Nederlands Dans Theater II |                                            |
| 2019 | Eskapist                                    | Kungliga Operan            |                                            |
| 2019 | Lib                                         | Staatsoper Berlin          |                                            |
| 2020 | Kuckel                                      | Orionteatern               |                                            |
| 2022 | Hammer                                      | Göteborgsoperan            |                                            |
| 2024 | Invigningen                                 | Paralympics                |                                            |